# Lynette Yiadom-Boakye
Lynette Yiadom-Boakye (ur. w 1977 w Londynie) – brytyjska artystka pochodzenia ghańskiego. W swej twórczości zajmuje się przede wszystkim olejnym malarstwem portretowym. Uznawana za jedną z najważniejszych współczesnych twórczyń malarstwa figuratywnego. Nominowana do Nagrody Turnera w 2013 roku. Jej prace znajdują się w kolekcjach czołowych muzeów światowych, m.in. Museum of Modern Art w Nowym Jorku, Tate Modern w Londynie, Museum of Contemporary Art w Chicago czy National Museum of African Art w Smithsonian Institute. Mieszka i pracuje w Londynie.

## Życiorys
Lynette Yiadom-Boakye urodziła się w Londynie w 1977 roku jako córka pielęgniarzy-emigrantów przybyłych w latach 60. do Wielkiej Brytanii z Ghany. W latach 1996–1997 studiowała na Central St. Martins College of Arts and Design w Londynie. W późniejszym czasie, zniechęcona atmosferą panującą w Central St. Martins, przeniosła się do Falmouth School of Art w Kornwalii. W 2003 roku uzyskała tytuł magistra na Royal Academy Schools. W 2006 roku wygrała nagrodę przyznawaną przez Arts Foundation, dzięki czemu mogła zacząć utrzymywać się wyłącznie z malarstwa. W 2010 roku krytyk artystyczny Okwui Enwezor, który śledził twórczość Yiadom-Boakye od kilku lat, zorganizował wystawę jej obrazów w Studio Museum in Harlem w Nowym Jorku, co przyspieszyło jej karierę.
Yiadom-Boakye jest laureatką prestiżowych nagród i wyróżnień. W 2013 roku, dzięki wystawie Extracts and Verses, zorganizowanej w Chisenhale Gallery w Londynie, znalazła się na krótkiej liście Nagrody Turnera, przyznawanej co roku przez Tate Britain najwybitniejszym brytyjskim artystom, którzy nie ukończyli 50 lat. Rok wcześniej, w 2012 roku, została laureatką Pinchuk Foundation Future Generation Prize. W 2018 roku otrzymała Carnegie Prize – jedną z najstarszych i najbardziej prestiżowych nagród w świecie sztuki. Była piątą kobietą i pierwszą nie-białą kobietą, która otrzymała to wyróżnienie. W 2019 i 2020 roku umieszczona została na Powerlist – zestawieniu najbardziej wpływowych czarnoskórych osób pochodzenia afrykańskiego i afro-karaibskiego w Wielkiej Brytanii (w 2019 roku znalazła się w pierwszej setce, w 2020 roku – w pierwszej dziesiątce).
Obrazy Yiadom-Boakye znajdują się w kolekcjach wielu muzeów na całym świecie, między innymi Museum of Modern Art w Nowym Jorku, Muzeum Wiktorii i Alberta oraz Tate Modern w Londynie. W Polsce jedna praca jej autorstwa – obraz zatytułowany Obserwatorka wiosny (Observer of Spring) – znajduje się w kolekcji Muzeum Sztuki Nowoczesnej w Warszawie. Jej obrazy funkcjonują także w obiegu aukcyjnym – w 2019 roku praca zatytułowana Leave a Brick Under the Maple została sprzedana za 795 tysięcy funtów.

## Twórczość
Yiadom-Boakye tworzy portrety w technice olejnej na lnianym płótnie, co stanowi odniesienie do tradycji sztuki europejskiej. Konwencja obrana przez artystkę nawiązuje do twórców takich jak Francisco Goya czy Edouard Manet. Wśród inspiracji artystka wymienia także Edgara Degas, a komentatorzy zwracają uwagę na to, że atmosfera obrazów Yiadom-Boakye przywodzi na myśl twórczość Diego Velazqueza i Waltera Sickerta. Bohaterowie jej obrazów są niemalże wyłącznie osobami czarnoskórymi, które w historycznym malarstwie europejskim albo nie były przedstawiane w ogóle, albo odgrywały drugorzędne role. Podkreśla się, że ze względu na przyjętą przez Yiadom-Boakye konwencję nawiązującą do tradycji malarstwa portretowego, jej obrazy pobudzają do zadawania pytań o tożsamość, reprezentację czy nieobecność ciemnoskórych postaci w sztuce europejskiej.
Na swoich portretach Yiadom-Boakye zamiast władców i możnych (czyli osób, które historycznie najczęściej były zleceniodawcami malarstwa portretowego) przedstawia postaci fikcyjne, będące wytworami jej wyobraźni. Artystka nie korzysta z modeli – malowane przez nią postaci stanowią konglomerat powstały na bazie różnych inspiracji i różnych osób, zarówno realnych, jak i wymyślonych przez artystkę. Jak wspomina sama artystka, wśród inspiracji dla malowanych przez nią postaci znajdują się między innymi „zwycięzcy nagród Grammy, rewolucjoniści, fanatycy antropolodzy i misjonarze, dzikusy, radykałowie i osoby ogólnie gniewne”.
Postacie portretowane przez artystkę przedstawione są zazwyczaj na jednolitym, nieokreślonym tle, przywodzącym na myśl pustkę. Monochromatyczne tło uniemożliwia usytuowanie postaci w konkretnej epoce historycznej czy klasie społecznej oraz sprawia wrażenie, że znajdują się one poza czasem i przestrzenią. Pozbawienie portretów kontekstu historycznego jest zabiegiem celowym – artystka rzadko umieszcza na obrazach elementy, które mogłyby świadczyć o przynależności do konkretnego okresu w historii. Z tego względu postaci malowane przez Yiadom-Boakye nie mają butów (chyba że są to kapcie), ponieważ obuwie umożliwiałoby łatwe umiejscowienie portretowanej osoby w konkretnej epoce. Niejednoznaczność prac potęgują także charakterystyczne dla twórczości Yiadom-Boakye enigmatyczne i rozbudowane tytuły, takie jak m.in. Any Number of Preoccupations (2010) czy A Passion Like No Other (2012), które na pierwszy rzut oka zdają się nie mieć związku z przedstawianymi scenami i postaciami.
Artystka pracuje stosunkowo szybko – wskazują na to krótkie i ekspresyjne pociągnięcia pędzla. Nie wykonuje wstępnych szkiców i zazwyczaj improwizuje. Zwykle ukończenie obrazu zajmuje jej jeden dzień. W początkowej fazie jej twórczości używała przede wszystkim ciemnych i przytłumionych kolorów, jednak w późniejszych latach w jej palecie zaczęły pojawiać się także intensywne akcenty barwne. Jej obrazy to studia postaci przedstawionych w ponadnaturalnej skali na jednolitym, nieokreślonym tle. Osoby ukazane na obrazach często nawiązują kontakt wzrokowy z widzem. Artystka wykonuje zarówno portrety grupowe, jak i indywidualne, przy czym te drugie w trakcie wystaw często grupuje, przez co przywodzą na myśl monumentalne portrety rodzinne.
Yiadom-Boakye zajmuje się także pisaniem wierszy i krótkich form prozatorskich. Kilka z jej prac pisarskich zostało opublikowanych jako wstępy do katalogów jej wystaw indywidualnych.

## Wystawy indywidualne
- 2010 – Essays And Documents, Jack Shainman Gallery, Nowy Jork
- 2010 – Any Number of Preoccupations, Studio Museum Harlem, Nowy Jork
- 2011 – Notes and Letters, Corvi-Mora, Londyn
- 2012 – Extracts and Verses, Chisenhale Gallery, Londyn
- 2012 – All Manner Of Needs, Jack Shainman Gallery, Nowy Jork[21]
- 2013 – The Love Without, Corvi-Mora, Londyn[4]
- 2014–2015 – The Love Within, Jack Shainman Gallery, Nowy Jork[22]
- 2015 – Verses After Dusk, Seprentine Gallery, Londyn[18]
- 2015–2016 – Capsule Exhibition: Lynette Yiadom-Boakye, Haus der Kunst, Monachium[4]
- 2016 – Sorrow For A Cipher, Corvi-Mora, Londyn[23]
- 2016–2017 – A Pasion To A Principle, Kunsthalle Basel[24]
- 2017 – Under-Song For A Cipher, New Museum, Nowy Jork[19]
- 2019 – In Lieu of a Louder Love, Jack Shainman Gallery, Nowy Jork[25]
- 2020–2021 – Fly In League With The Night, Tate Britain, Londyn[1]

## Wystawy zbiorowe
- 2011 – Secret Societies, Schirn Kunsthalle, Frankfurt
- 2011 – A Terrible Beauty is Born, 11. Biennale w Lyonie
- 2012 – The Ungovernables, New Museum Triennal, Nowy Jork[21]
- 2014 – DISPLAYS – Three Women Painters: Phoebe Unwin, Clare Woods and Lynette Yiadom-Boakye, Contemporary Art Society, Londyn[26]
- 2016 – Stranger, Museum of Contemporary Art, Cleveland[27]
- 2019 – Ghana Freedom, Pawilon Ghany na Międzynarodowym Biennale w Wenecji[28]